# Cameron White (squash)
Pour les articles homonymes, voir Cameron White et White.
Cameron White, né le 30 avril 1977 à Melbourne, est un joueur professionnel de squash représentant l'Australie. Il atteint en avril 2001 la 48e place mondiale sur le circuit international, son meilleur classement. Il est champion d'Australie en 2013.

## Biographie
Il participe aux championnats du monde 2002 et 2003, échouant à chaque fois au premier tour face à Olli Tuominen. Il est champion d'Australie en 2003. Après sa retraite sportive, il devient entraineur de joueurs comme Rex Hedrick.

## Palmarès

### Titres
- Championnats d'Australie : 2003